# NGC 7625
NGC 7625 هو اصطدام مجري، يقع في كوكبة الفرس الأعظم. اكتشف في 12 سبتمبر 1784، وقد اكتشفه ويليام هيرشل. يبعد عن الأرض 70.21 .

## روابط خارجية
- NGC 7625 على موقع ويكي سكاي: DSS2, SDSS, GALEX, IRAS, Hydrogen α, X-Ray, Astrophoto, Sky Map, Articles and images